# The Crickets
The Crickets (з англ. Цвіркуни) — американський музичний гурт, створений в 1956 році в Лаббоці. Один з перших гуртів, що почали грати в музику в рок-н-ролльному жанрі. Після гибелі в авіакатастрофі у 1959 році лідера і фронтмена гурту, Бадді Голлі, популярність значно знизилася, але колектив продовжив свою діяльність ще протягом півстоліття.

## Історія гурту

### 1956
У січні 1956 року студія Decca Records уклала контракт з молодим солістом Чарльзом Хардіном (Бадді) Голлі, дотепер виступав на розігріві у таких виконавців, як Елвіс Преслі і Білл Хейлі. 26 січня в Нашвіллі за допомогою гітариста Греді Мартіна і перкусіоніста Дуга Кіркхема відбувся запис перших пісень гурту, а 16 квітня 1956 року одну з цих пісень під назвою «Blue Days, Blue Nights» вийшла синглом. Записаний, правда, ще не учасниками гурту, а за допомогою гітариста Греді Мартіна і перкусіоніста Дуга Кіркхема. Це був перший запис гурту.
Для подальшої кар'єри Голлі організував свій власний музичний колектив, куди увійшли: гітарист Сонні Кертіс, постійно працював з Бадді протягом дев'яти місяців, барабанщик Джеррі Еллісон, бас-гітарист Ларрі Уелборн, а також два бек-вокалісти. У березні 1957 року на місце Уелборна прийшов Джо Молдін.

### 1957
Спочатку гурт називався «Buddy Holly and the two tunes», потім — «Buddy Holly and the three tunes» (за кількістю учасників в гурті). Нарешті, до березня 1957 року повністю сформувалася нова та остаточна назва гурту — «The Crickets». Воно дослівно перекладається з англійської як «Цвіркуни», але водночас перегукувалася з назвою гри крикет (також «Cricket»), утворюючи гру слів. Саме за аналогією з «The Crickets» був названий колектив «The Beatles» (від «beetle» — жук і «beat» — ритмічний звук, уособлення біт-музики).
27 травня 1957 року Brunswick Records — дочірній лейбл фірми Decca — випустив два нових сингли: «That'll Be the Day», до кінця вересня розійшовся мільйонним тиражем і зайняв 3-е місце в чартах США, а на 1 листопада вийшов на 1-ю позицію у Великій Британії. Другий, не менш відомий, сингл «Peggy Sue» (3-е місце в чартах США, 6-е — в Англії), був присвячений нареченій ударника «The Crickets».
Публіці відразу впадав в очі сценічний імідж лідера гурту, Бадді Голлі. Вічно усміхнений, у великих рогових окулярах, він наочно демонстрував, що рок-зіркою можна стати, не будучи красенем-суперменом. Ще один прецедент Бадді Голлі створив, почавши одним з перших в рок використовувати гітару «Фендер-Стратокастер», згодом високо оцінену провідними інструменталістами того часу. Крім того, незвичайним здавалося те, що всі музиканти в ансамблі, всупереч усталеній традиції, були білими: в серпні 1957 року «The Crickets» була єдиним білошкірим гуртом-учасником національного гастрольного туру, першого у своїй кар'єрі.
Вийшовши 27 листопада 1957 року альбом «The» Chirping «Crickets» викликав справжній фурор. До нього увійшли такі композиції, як «Peggy Sue» і «Oh, Boy!», що підкорили британські та американські чарти.

### 1958
На хвилі успіху, викликаної популярністю тільки що випущеного альбому гурту, в січні 1958 року «The Crickets» вирушили в гастрольний тур по Австралії, а в березні — по Великій Британії. Однак третій альбом колективу — «That'll Be the Day» — отримав погані відгуки критиків, на думку яких, лише одна — заголовна — пісня заслуговувала на увагу.
У жовтні 1958 року колектив «The Crickets» розпався. Голлі віддав усі права на її назву бас-гітаристу Молдіну, який відразу ж набрав новий склад: Ерл Сінкс — вокал, Томмі Оллсап — гітара, Сонні Кертіс — гітара, сам Молдін — бас-гітара, Еллісон — ударні. Своєю чергою, Бадді Голлі почав виступати сольно під своїм ім'ям.

### Кар'єра після смерті Голлі
Після трагічної загибелі Бадді Голлі, провідним солістом стає Ерл Сінкс (1958—1960). Разом з ним був записаний альбом «In style with the crickets» (1960). Після відходу Ерла колектив вирушив до Англії разом з гуртом Everly Brothers в якості підтримки. У 1964 році гурт записує альбом «California Sun» разом з Bobby Vee.

## Discography
- The "Chirping" Crickets (1957, with Buddy Holly)
- In Style with the Crickets (1960)
- Bobby Vee Meets the Crickets (1962, with Bobby Vee)
- Something OLD, Something NEW, Something BLUE, Somethin' ELSE!!! (1963)
- California Sun (1964)
- Rock Reflections (1971)
- The Crickets Rockin' 50's Rock n' Roll (1971)
- Bubblegum, Bop, Ballad And Boogies (1973)
- Remnants (1973)
- A Long Way from Lubbock (1974)
- Visions Of Buddy Holly (1980, music performed by the Crickets after Buddy's death.)
- Three Piece (1988)
- T Shirt (1988)
- Ravin' On From California To Clovis (1991)
- The Liberty Years (1991, compilation with unreleased songs)
- Still In Style (1992, compilation, 23 post-Buddy Holly recordings 1959-75)
- Double Exposure (1993, re-recordings)
- Cover to Cover (1995, compilation with Buddy Holly)
- Too Much Monday Morning (1996)
- The Original (1996, 20 tracks from their Liberty Years)
- The Crickets and Their Buddies (2004)

## Примітка
1. 1 2  Бадди Холли: Влияние на музыку ('Timeline: Follow the Story Through the Years', раздел). Архів оригіналу за 14 лютого 2012.
2. ↑  AllMusic.Com 10 лютого 2009